# Impossible (Lied)
Impossible (englisch für „Unmöglich“) ist ein Lied der barbadischen Pop- und R&B-Sängerin Shontelle, das im Juli 2010 erschien. Bekanntheit erlangte das Stück auch durch die Coverversion von James Arthur im Dezember 2012.

## Entstehung und Veröffentlichung
Geschrieben und produziert wurde das Lied vom isländischen Musiker Arnthor Birgisson. Beim Schreibprozess erhielt dieser Unterstützung durch die norwegische Sängerin Ina Wroldsen.
Die Erstveröffentlichung von Impossible erfolgte als Single am 9. Februar 2010 bei Street Records. Diese erschien als Einzeltrack zum Download. Eine CD-Ausführung folgte am 19. Juli 2010, allerdings nur als Promo-Tonträger. Am 21. September 2010 erschien das Lied als Teil von Shontelles zweiten Studioalbum No Gravity bei Motown (Katalognummer: B0014625-02), dessen erste Singleauskopplung es ist.

## Inhalt
Das Lied thematisiert eine gescheiterte Liebe zu einem anderen Menschen. Es gebe keinen anderen Menschen im Herzen, man solle allen sagen, dass er glücklich war und sein Herz gebrochen sei („Tell them I was happy. And my heart is broken. All my scars are open. Tell them what I hoped would be impossible.“). Die Tonart des Titels ist As-Dur mit 90 Schlägen pro Minute.

## Kommerzieller Erfolg

### Chartplatzierungen
| ChartsChartplatzierungen       | Höchstplatzierung | Wochen |
| ------------------------------ | ----------------- | ------ |
| Österreich (Ö3)                | 66 (1 Wo.)        | 1      |
| Vereinigte Staaten (Billboard) | 13 (20 Wo.)       | 20     |
| Vereinigtes Königreich (OCC)   | 9 (14 Wo.)        | 14     |

| ChartsJahrescharts (2010)      | Platzierung |
| ------------------------------ | ----------- |
| Vereinigte Staaten (Billboard) | 70          |

### Auszeichnungen für Musikverkäufe
| Land/Region                  | Auszeichnungen für Musikverkäufe (Land/Region, Auszeichnung, Verkäufe) | Verkäufe  |
| ---------------------------- | ---------------------------------------------------------------------- | --------- |
| Brasilien (PMB)              | Platin                                                                 | 60.000    |
| Dänemark (IFPI)              | Platin                                                                 | 90.000    |
| Neuseeland (RMNZ)            | Gold                                                                   | 7.500     |
| Vereinigte Staaten (RIAA)    | Platin                                                                 | 1.000.000 |
| Vereinigtes Königreich (BPI) | Gold                                                                   | 400.000   |
| Insgesamt                    | 2× Gold · 3× Platin ·                                                  | 1.557.500 |

Hauptartikel: Ina Wroldsen/Auszeichnungen für Musikverkäufe

## Version von James Arthur
Am 9. Dezember 2012 gewann der britische Sänger James Arthur mit seiner Interpretation des Liedes die Castingshow The X Factor gegen Jahméne Douglas.

### Chartplatzierungen
| ChartsChartplatzierungen     | Höchstplatzierung | Wochen |
| ---------------------------- | ----------------- | ------ |
| Deutschland (GfK)            | 5 (52 Wo.)        | 52     |
| Österreich (Ö3)              | 4 (35 Wo.)        | 35     |
| Schweiz (IFPI)               | 2 (63 Wo.)        | 63     |
| Vereinigtes Königreich (OCC) | 1 (24 Wo.)        | 24     |

| ChartsJahrescharts (2012)    | Platzierung |
| ---------------------------- | ----------- |
| Vereinigtes Königreich (OCC) | 5           |

| ChartsJahrescharts (2013)    | Platzierung |
| ---------------------------- | ----------- |
| Deutschland (GfK)            | 11          |
| Österreich (Ö3)              | 15          |
| Schweiz (IFPI)               | 7           |
| Vereinigtes Königreich (OCC) | 42          |

### Auszeichnungen für Musikverkäufe
| Land/Region                  | Auszeichnungen für Musikverkäufe (Land/Region, Auszeichnung, Verkäufe) | Verkäufe  |
| ---------------------------- | ---------------------------------------------------------------------- | --------- |
| Australien (ARIA)            | 5× Platin                                                              | 350.000   |
| Belgien (BRMA)               | Platin                                                                 | 40.000    |
| Brasilien (PMB)              | Diamant                                                                | 250.000   |
| Dänemark (IFPI)              | Platin                                                                 | 90.000    |
| Deutschland (BVMI)           | 3× Platin                                                              | 900.000   |
| Frankreich (SNEP)            | Gold                                                                   | 128.400   |
| Italien (FIMI)               | Platin                                                                 | 30.000    |
| Kanada (MC)                  | 3× Platin                                                              | 240.000   |
| Neuseeland (RMNZ)            | 4× Platin                                                              | 60.000    |
| Österreich (IFPI)            | Gold                                                                   | 15.000    |
| Portugal (AFP)               | Platin                                                                 | 10.000    |
| Schweden (IFPI)              | Platin                                                                 | 40.000    |
| Schweiz (IFPI)               | 2× Platin                                                              | 60.000    |
| Spanien (Promusicae)         | Platin                                                                 | 60.000    |
| Vereinigtes Königreich (BPI) | 4× Platin                                                              | 2.400.000 |
| Insgesamt                    | 2× Gold · 27× Platin · 1× Diamant ·                                    | 4.673.400 |

Hauptartikel: James Arthur (Sänger)/Auszeichnungen für Musikverkäufe